# L'Imagier du Mont Saint-Michel
L'Imagier du Mont Saint-Michel è un cortometraggio muto del 1909 diretto da Louis Feuillade.

## Produzione
Il film fu prodotto dalla Société des Etablissements L. Gaumont.

## Distribuzione
Distribuito dalla Société des Etablissements L. Gaumont, uscì nelle sale cinematografiche francesi nel 1909. È conosciuto anche con il titolo La Légende de l'imagier.